# Frecskay János
Frecskay János (Pest, 1841. május 1. – Budapest, 1919. október 13.) levéltárnok, nyelvész, újságíró, az ipar és az iparjogvédelem magyar szakmai nyelvének alakítója.

## Életpályája
Kezdetben tanítói pályára készült. Hat évig tanító volt Pesten, majd újságíró lett; 1866-tól A Honnak volt munkatársa, később segédszerkesztője. 1883-tól a Kereskedelmi Minisztérium szabadalmi levéltárában levéltárosként dolgozott. 1892-ben könyv- és térképtári főigazgatóvá, 1895-ben pedig a Magyar Királyi Szabadalmi Hivatal főigazgatójává nevezték ki, egyszersmind megbízták a Szabadalmi Közlöny szerkesztésével.
Már újságíró korában kezdte gyűjteni a mesterségek műnyelvének anyagát, melyet a négykötetes Találmányok könyvében (1877–1880) használt fel. Ez a munka megvetette a magyar ipar műnyelvét, melyért a Magyar Tudományos Akadémia a nyelvtudományi bizottság kültagjává választotta és egyúttal megbízta a Mesterségek szótára megírásával. További nagy munkája a Mesterségek könyvtára, mely e mesterségek teljes műnyelvét öleli föl. A minisztérium Találmányok Leírása című havi folyóiratát tizennégy évig szerkesztette, mely tárháza a különféle szakmák magyar műszavainak.

## Munkái
- Találmányok könyve – Ismeretek a kézmű- és műipar mezejéről (I–IV. Budapest, 1877–1880)
- Mesterségek könyvtára (I–III. Budapest, 1882–1884).
- Mesterségek Szótára (1–33. füzet. Budapest,  é. n., az MTA megbízásából)

## Emlékezete
A Szellemi Tulajdon Nemzeti Hivatala szakkönyvtára 2011 májusában vette fel egykori segédhivatali főigazgatójának, a Szabadalmi közlöny első felelős szerkesztőjének a nevét.